# 1425 Туорла
1425 Туорла (1425 Tuorla) — астероїд головного поясу, відкритий 3 квітня 1937 року.
Тіссеранів параметр щодо Юпітера — 3,365.